# 스페셜포스 (온라인 게임)
스페셜포스(Special Force)는 대한민국의 게임 개발사 드래곤플라이가 제작하고 네오위즈의 피망에서 서비스하고 있는 온라인 전용 1인칭 슈팅 게임이다. 미국에서는 솔저 프론트(Soldier Front)라는 이름으로 서비스되고 있다.
후속작으로는 드래곤플라이가 제작하고 넷마블에서 배급하는 스페셜포스2가 있다.

## 경과
2004년 7월 15일에 한국에서 처음 서비스를 시작한 게임이다.
2005년 3월 22일 리뉴얼을 통해 캐릭터와 인터페이스(게임 내의 인터페이스는 제외)가 크게 변화하였다.
2006년, 일본과 타이에서 서비스를 시작하였다.
2007년 2월 14일에 북미에서 ijji를 통해 서비스를 시작하였고, 2007년 6월 20일에는 중국에서 "Special Force"라는 이름으로 CDC사를 통해 서비스를 시작하였다.
대한민국에서 스페셜포스의 서비스 계약은 2007년 7월 16일에 만료될 예정이었다. 이 문제로 드래곤플라이와 네오위즈는 재계약 조건에 대한 협상을 벌였으나, 의견이 엇갈려 연장 계약을 하지 않을 예정이었다. 협상은 1년이 지난 2007년 5월 17일까지 이어졌고, 결국 재계약 합의가 이루어져 서비스 계약이 연장되었다.
그리고, 2007년 7월 27일, 정식서비스를 한 지 3주년을 기념하여 리뉴얼 업데이트를 준비 중임을 발표하였고, 3900명까지 수용가능한 리뉴얼 버전의 테스트 서버에서 8월 16일 목요일 오후 4시에 시작하고, 8월 22일 수요일 오전 11시(GMT +09:00)에 서버를 닫았다.

## 게임 화면
게임의 프레임이 30fps(Frame per second)으로 고정되어 있다. 따라서 그래픽 카드의 성능이 어느 정도 위에만 있으면, 어떠한 시스템 사양에서든 동일한 속도로 게임을 진행할 수 있다. 또한 최대 해상도의 제한은 없으며, 와이드스크린을 지원한다.

## 요구 사항
운영 체제에 대한 요구 사항은 제작자 웹 사이트에서 따로 언급된 바는 없으나, 다이렉트X 1.0 이상이 설치된 윈도우 9x/NT 계열의 운영 체제에서는 모두 정상 동작하는 것으로 판단된다. 최소 요구 사항과 권장 사양은 다음과 같다.

### 최소 요구 사항
- CPU: 펜티엄 3 1GHz
- 그래픽 카드: 지포스 MX 4 440 64MB
- 다이렉트X: 다이렉트X 7.0b
- 메모리: 256MB

### 권장 요구 사항
- CPU: 펜티엄 4 1GHz
- 그래픽 카드: 지포스5500 256MB
- 다이렉트X: 다이렉트X 8.0b
- 메모리: 512MB

## 진영
여러 국가의 실존하는 특수 부대가 등장하는데 그 중 대한민국 육군 특전사 (KSF), 대한민국 해병수색대, 영국 공수특전단 SAS, 독일 GSG-9, 프랑스 GIGN, 미국 육군 델타 포스, 러시아 스페츠나츠, 홍콩 SDU, 호주 SASR, 미국 해병 수색대, 그리고 스페셜 포스에서만 존재하는 가상의 단체인 SRG(Special Ranger Group)가 등장한다. 2009년 업데이트로 인해 PSU가 등장하게 되었다.

## 게임 방식
최대 16명까지 즐길 수 있으며, 개인전을 제외하고 8명씩 두 팀으로 나누어 게임을 진행하며, 시작하기 전 모든 인원이 맵의 데이터를 모두 읽어들이는 작업이 끝날 때 비로소 할 수 있게 된다. 게임이 완전히 끝나지 않았는데 방을 나갈 경우, 사용하고 있던 무기의 내구력이 떨어지게 된다.
개인전
일정한 점수에 도달하거나 시간이 지났을 때, 가장 많은 점수를 딴 사람이 승리자가 되는 가장 단순한 방식이다. 사살되면, 일정한 시간이 지나면, 무작위의 자리에서 다시 생성된다.
단체전, 클랜전
개인전의 집단형, 죽었을 경우, 다음 판이 시작될 때까지 다시 생성되지 않는다. 단체전에는 아래의 4가지의 하부 방식이 존재하며, 똑같이 제한시간은 3분 30초가 주어진다.
폭파
레드팀이 일정한 물체에 폭발물을 설치하고, 블루팀이 해체하는 것이 목적이다. 설치할 수 있는 자리는 폭발물의 윤곽을 띠며, 긴 간격으로 붉게 빛난다. 설치하는 데 걸리는 시간 5초 해체하는 시간은 7초 폭파되는 데 걸리는 시간은 5배에 해당되는 35초이다.
탈취
맵의 일정한 위치에 있는 물체를 갖고 시작 지점으로 돌아가는 것이 목적이다.
탈출
지정된 위치로 한 명이라도 도달하면 승리하는 방식이다.
듀얼
한 쪽만이 탈취를 하는 방식에서 양쪽에서 탈취하는 방식으로 바뀐 형태, 이름하여 쟁탈전이다.
팀 데스매치
개인전의 집단형으로 죽었을 경우 리스폰 된다. 목표 점수에 먼저 도달하는 팀이 1승을 하게 되며 설정된 승수에 먼저 도달하는 팀이 승리한다. 적 사살은 1점, 수류탄으로 적 사살은 +1점, 데스노트에 기록된 적 사살은 +1점 등 경우에 따라 추가점수가 있다.
CTC
각 팀에 한 명씩 캡틴이 선정되어 이를 보호하는 모드로, 죽었을 경우 리스폰 된다. 대장 캐릭터는 체력이 1000이며 무기 탄창수가 무제한이며 캡틴은 머리가 크다.
호러모드
카운터스트라이크의 좀비모드의 변형작으로, 인간 중 일부 인원이 좀비가 되어, 적을 감염시키는 게임. 인간으로 선택된 인간은 좀비의 공격을 피해서 살아남아야 하고, 좀비는 인간을 감염시켜 전멸 시켜야 한다. 좀비는 체력과 공격력이 강한 대장좀비, 자폭을 하는 레이스 좀비(여자형태), 높은 점프를 할 수 있는 크롤 좀비(박쥐형태)가 있다.
| 스페셜포스의 맵 목록 | 스페셜포스의 맵 목록             | 스페셜포스의 맵 목록                      | 스페셜포스의 맵 목록         |
| 폭파 | 탈취                             | 탈출                                      | 듀얼                         |
| --- | -------------------------------- | ----------------------------------------- | ---------------------------- |
| - 미사일 - 기차 - 데저트 캠프 - 위성 - 플라즈마 - 나이트 호크 - 벙커버스터 - 프레데터 B - KF815 - 뉴클리어 - 하버 - 네오미사일 | - 병원 - EMP - 너브가스 - 빌리지 | - 상하이 - 베네치아 - 브리지 - 네오상하이 | - 키나바루 - 캐년 - 포트리스 |

## 수상 경력
- 2005년 2월 - 한국게임산업개발원이 주관하는 ‘이달의 우수게임’에 선정됨.

## 같이 보기
- 스페셜포스 프로리그